# Screen Actors Guild Award voor een uitstekende prestatie door een vrouwelijke acteur in een komedieserie
De Screen Actors Guild Award voor een uitstekende prestatie door een vrouwelijke acteur in een komedieserie (Engels: Outstanding Performance by a Female Actor in a Comedy Series) wordt sinds 1994 uitgereikt. Helen Hunt mocht de prijs als eerste in ontvangst nemen.

## Winnaars en genomineerden
De winnaars staan bovenaan in vette letters op een gele achtergrond. De overige acteurs en series die werden genomineerd staan eronder vermeld in alfabetische volgorde.

### 1994-1999
| Jaar                 | Acteur                | Serie |
| -------------------- | --------------------- | ----- |
| 1994 (1e)            |                       |       |
| Helen Hunt           | Mad About You         |       |
| Candice Bergen       | Murphy Brown          |       |
| Ellen DeGeneres      | Ellen                 |       |
| Julia Louis-Dreyfus  | Seinfeld              |       |
| Roseanne Barr        | Roseanne              |       |
| 1995 (2e)            |                       |       |
| Christine Baranski   | Cybill                |       |
| Candice Bergen       | Murphy Brown          |       |
| Helen Hunt           | Mad About You         |       |
| Lisa Kudrow          | Friends               |       |
| Julia Louis-Dreyfus  | Seinfeld              |       |
| 1996 (3e)            |                       |       |
| Julia Louis-Dreyfus  | Seinfeld              |       |
| Christine Baranski   | Cybill                |       |
| Ellen DeGeneres      | Ellen                 |       |
| Helen Hunt           | Mad About You         |       |
| Kristen Johnston     | 3rd Rock from the Sun |       |
| 1997 (4e)            |                       |       |
| Julia Louis-Dreyfus  | Seinfeld              |       |
| Kirstie Alley        | Veronica's Closet     |       |
| Ellen DeGeneres      | Ellen                 |       |
| Calista Flockhart    | Ally McBeal           |       |
| Helen Hunt           | Mad About You         |       |
| 1998 (5e)            |                       |       |
| Tracey Ullman        | Tracey Takes On...    |       |
| Calista Flockhart    | Ally McBeal           |       |
| Lisa Kudrow          | Friends               |       |
| Julia Louis-Dreyfus  | Seinfeld              |       |
| Amy Pietz            | Caroline in the City  |       |
| 1999 (6e)            |                       |       |
| Lisa Kudrow          | Friends               |       |
| Calista Flockhart    | Ally McBeal           |       |
| Lucy Liu             | Ally McBeal           |       |
| Sarah Jessica Parker | Sex and the City      |       |
| Tracey Ullman        | Tracey Takes On...    |       |

### 2000-2009
| Jaar                 | Acteur                              | Serie |
| -------------------- | ----------------------------------- | ----- |
| 2000 (7e)            |                                     |       |
| Sarah Jessica Parker | Sex and the City                    |       |
| Calista Flockhart    | Ally McBeal                         |       |
| Jane Kaczmarek       | Malcolm in the Middle               |       |
| Debra Messing        | Will & Grace                        |       |
| Megan Mullally       | Will & Grace                        |       |
| 2001 (8e)            |                                     |       |
| Megan Mullally       | Will & Grace                        |       |
| Jennifer Aniston     | Friends                             |       |
| Kim Cattrall         | Sex and the City                    |       |
| Patricia Heaton      | Everybody Loves Raymond             |       |
| Sarah Jessica Parker | Sex and the City                    |       |
| 2002 (9e)            |                                     |       |
| Megan Mullally       | Will & Grace                        |       |
| Jennifer Aniston     | Friends                             |       |
| Kim Cattrall         | Sex and the City                    |       |
| Patricia Heaton      | Everybody Loves Raymond             |       |
| Jane Kaczmarek       | Malcolm in the Middle               |       |
| 2003 (10e)           |                                     |       |
| Megan Mullally       | Will & Grace                        |       |
| Patricia Heaton      | Everybody Loves Raymond             |       |
| Lisa Kudrow          | Friends                             |       |
| Debra Messing        | Will & Grace                        |       |
| Doris Roberts        | Everybody Loves Raymond             |       |
| 2004 (11e)           |                                     |       |
| Teri Hatcher         | Desperate Housewives                |       |
| Patricia Heaton      | Everybody Loves Raymond             |       |
| Megan Mullally       | Will & Grace                        |       |
| Sarah Jessica Parker | Sex and the City                    |       |
| Doris Roberts        | Everybody Loves Raymond             |       |
| 2005 (12e)           |                                     |       |
| Felicity Huffman     | Desperate Housewives                |       |
| Candice Bergen       | Boston Legal                        |       |
| Patricia Heaton      | Everybody Loves Raymond             |       |
| Megan Mullally       | Will & Grace                        |       |
| Mary-Louise Parker   | Weeds                               |       |
| 2006 (13e)           |                                     |       |
| America Ferrera      | Ugly Betty                          |       |
| Felicity Huffman     | Desperate Housewives                |       |
| Julia Louis-Dreyfus  | The New Adventures of Old Christine |       |
| Megan Mullally       | Will & Grace                        |       |
| Mary-Louise Parker   | Weeds                               |       |
| Jaime Pressly        | My Name Is Earl                     |       |
| 2007 (14e)           |                                     |       |
| Tina Fey             | 30 Rock                             |       |
| Christina Applegate  | Samantha Who?                       |       |
| America Ferrera      | Ugly Betty                          |       |
| Mary-Louise Parker   | Weeds                               |       |
| Vanessa Williams     | Ugly Betty                          |       |
| 2008 (15e)           |                                     |       |
| Tina Fey             | 30 Rock                             |       |
| Christina Applegate  | Samantha Who?                       |       |
| America Ferrera      | Ugly Betty                          |       |
| Mary-Louise Parker   | Weeds                               |       |
| Tracey Ullman        | Tracey Ullman's State of the Union  |       |
| 2009 (16e)           |                                     |       |
| Tina Fey             | 30 Rock                             |       |
| Christina Applegate  | Samantha Who?                       |       |
| Toni Collette        | United States of Tara               |       |
| Edie Falco           | Nurse Jackie                        |       |
| Julia Louis-Dreyfus  | The New Adventures of Old Christine |       |

### 2010-2019
| Jaar                 | Acteur                    | Serie |
| -------------------- | ------------------------- | ----- |
| 2010 (17e)           |                           |       |
| Betty White          | Hot in Cleveland          |       |
| Edie Falco           | Nurse Jackie              |       |
| Tina Fey             | 30 Rock                   |       |
| Jane Lynch           | Glee                      |       |
| Sofía Vergara        | Modern Family             |       |
| 2011 (18e)           |                           |       |
| Betty White          | Hot in Cleveland          |       |
| Julie Bowen          | Modern Family             |       |
| Edie Falco           | Nurse Jackie              |       |
| Tina Fey             | 30 Rock                   |       |
| Sofía Vergara        | Modern Family             |       |
| 2012 (19e)           |                           |       |
| Tina Fey             | 30 Rock                   |       |
| Edie Falco           | Nurse Jackie              |       |
| Amy Poehler          | Parks and Recreation      |       |
| Sofía Vergara        | Modern Family             |       |
| Betty White          | Hot in Cleveland          |       |
| 2013 (20e)           |                           |       |
| Julia Louis-Dreyfus  | Veep                      |       |
| Mayim Bialik         | The Big Bang Theory       |       |
| Julie Bowen          | Modern Family             |       |
| Edie Falco           | Nurse Jackie              |       |
| Tina Fey             | 30 Rock                   |       |
| 2014 (21e)           |                           |       |
| Uzo Aduba            | Orange Is the New Black   |       |
| Julie Bowen          | Modern Family             |       |
| Edie Falco           | Nurse Jackie              |       |
| Julia Louis-Dreyfus  | Veep                      |       |
| Amy Poehler          | Parks and Recreation      |       |
| 2015 (22e)           |                           |       |
| Uzo Aduba            | Orange Is the New Black   |       |
| Edie Falco           | Nurse Jackie              |       |
| Ellie Kemper         | Unbreakable Kimmy Schmidt |       |
| Julia Louis-Dreyfus  | Veep                      |       |
| Amy Poehler          | Parks and Recreation      |       |
| 2016 (23e)           |                           |       |
| Julia Louis-Dreyfus  | Veep                      |       |
| Uzo Aduba            | Orange Is the New Black   |       |
| Jane Fonda           | Grace and Frankie         |       |
| Ellie Kemper         | Unbreakable Kimmy Schmidt |       |
| Lily Tomlin          | Grace and Frankie         |       |
| 2017 (24e)           |                           |       |
| Julia Louis-Dreyfus  | Veep                      |       |
| Uzo Aduba            | Orange Is the New Black   |       |
| Alison Brie          | GLOW                      |       |
| Jane Fonda           | Grace and Frankie         |       |
| Lily Tomlin          | Grace and Frankie         |       |
| 2018 (25e)           |                           |       |
| Rachel Brosnahan     | The Marvelous Mrs. Maisel |       |
| Alex Borstein        | The Marvelous Mrs. Maisel |       |
| Alison Brie          | GLOW                      |       |
| Jane Fonda           | Grace and Frankie         |       |
| Lily Tomlin          | Grace and Frankie         |       |
| 2019 (26e)           |                           |       |
| Phoebe Waller-Bridge | Fleabag                   |       |
| Christina Applegate  | Dead to Me                |       |
| Alex Borstein        | The Marvelous Mrs. Maisel |       |
| Rachel Brosnahan     | The Marvelous Mrs. Maisel |       |
| Catherine O'Hara     | Schitt's Creek            |       |

### 2020-2029
| Jaar                | Acteur                    | Serie |
| ------------------- | ------------------------- | ----- |
| 2020 (27e)          |                           |       |
| Catherine O'Hara    | Schitt's Creek            |       |
| Christina Applegate | Dead to Me                |       |
| Linda Cardellini    | Dead to Me                |       |
| Kaley Cuoco         | The Flight Attendant      |       |
| Annie Murphy        | Schitt's Creek            |       |
| 2021 (28e)          |                           |       |
| Jean Smart          | Hacks                     |       |
| Elle Fanning        | The Great                 |       |
| Sandra Oh           | The Chair                 |       |
| Juno Temple         | Ted Lasso                 |       |
| Hannah Waddingham   | Ted Lasso                 |       |
| 2022 (29e)          |                           |       |
| Jean Smart          | Hacks                     |       |
| Christina Applegate | Dead to Me                |       |
| Rachel Brosnahan    | The Marvelous Mrs. Maisel |       |
| Quinta Brunson      | Abbott Elementary         |       |
| Jenna Ortega        | Wednesday                 |       |
| 2023 (30e)          |                           |       |
| Ayo Edebiri         | The Bear                  |       |
| Alex Borstein       | The Marvelous Mrs. Maisel |       |
| Rachel Brosnahan    | The Marvelous Mrs. Maisel |       |
| Quinta Brunson      | Abbott Elementary         |       |
| Hannah Waddingham   | Ted Lasso                 |       |
| 2024 (31e)          |                           |       |
| Jean Smart          | Hacks                     |       |
| Kristen Bell        | Nobdy Wants This          |       |
| Quinta Brunson      | Abbott Elementary         |       |
| Liza Colón-Zayas    | The Bear                  |       |
| Ayo Edebiri         | The Bear                  |       |